# Арапова, Галина Юрьевна
Гали́на Ю́рьевна Ара́пова (род. 16 июня 1972, Воронеж) — российский юрист, медиаюрист, эксперт в области информационного права, общественный деятель, правозащитник, основатель и директор «Центра защиты прав СМИ», автор книг по правовым аспектам деятельности СМИ. Заслуженный работник медиаотрасли Воронежской области.

## Биография
Галина Арапова родилась в Воронеже 16 июня 1972 года. Её родители работали технологами, у неё есть старший брат. Арапова училась в школе № 33, которую закончила с золотой медалью, в десятом классе она выиграла областную олимпиаду по химии, также получила музыкальное образование по классу фортепиано в музыкальной школе № 8. Вследствие своей тяги к точным наукам, она думала после школы продолжить образование либо в области математики, либо в области химии, однако решила поступить на юридический факультет, найдя интерес в юриспруденции, как, по её словам, наиболее точной из гуманитарных наук и желая больше работать непосредственно с людьми, помогать им. Арапова решила поступить на юридический факультет, когда училась в десятом классе. Её отговаривали от этой затеи, говорили, что на факультет у неё не получится пройти, однако она настояла на своём и в итоге поступила.
В 1995 году Галина Арапова получила юридическое образование в Воронежском государственном университете по специальности юрист-правовед. После выпуска начала работать юристом в конструкторском бюро, затем некоторое время в фирме, занимающейся недвижимостью. В дальнейшем Арапова стала региональным сотрудником «Фонда защиты гласности» и занималась мониторингом нарушения прав журналистов в Центрально-Чернозёмном регионе.
В 1996 году с помощью «Фонда защиты гласности» Галина Арапова основала и возглавила в Воронеже правозащитную организацию «Центр защиты прав СМИ», которая первое время действовала в Центральной России, но по мере работы расширила географию своей деятельности на другие регионы страны и приобрела всероссийскую известность.
В 1998 году Галина Арапова подверглась угрозам и преследованию от активиста ультраправой военизированной организации Русское национальное единство, который выразил намерение отомстить ей после её участия на судебном процессе, на котором она защищала журналистов нововоронежской компании «Кабельное телевидение» от РНЕ. После того как РНЕ проиграло журналистам, активист заявил, что отомстит, и что своим поступком он вызовет общественный резонанс, покажет безнаказанность и могущество РНЕ. Правоохранители и друзья предлагали Араповой на время уехать из города, некоторое время она пожила на «конспиративной квартире» у Марии Симоновой, сестры кинорежиссёра и президента «Фонда защиты гласности» Алексея Симонова, и у подруги в Нью-Йорке, а активиста объявили в розыск, на него завели уголовное дело.
В 1998 году в Москве Галина Арапова прошла аспирантуру Института мировой экономики и международных отношений РАН. После аспирантуры она выиграла международный конкурс среди юристов и в 1999 году отправилась в Великобританию, в Бирмингемский университет изучать курс права Европейской Конвенции по конкурсной программе Совета Европы. Обучаясь в Англии, жила в семье школьного учителя.
В 2000 году в Италии в Высшей школе Святой Анны Галина Арапова изучала методологию развития некоммерческих организаций.
26 февраля 2015 года Министерство юстиции РФ принудительно внесло «Центр защиты прав СМИ», возглавляемый Араповой, в реестр «иностранных агентов», мотивируя тем, что организация получает грантовую поддержку из-за рубежа и занимается политической деятельностью. Политической деятельностью Минюст счёл критические высказывания Галины Араповой об изменениях в законодательстве в сфере СМИ. Внесение Центра в реестр вызвало большой резонанс, в дальнейшем организация подала апелляцию.
8 октября 2021 года Минюст РФ внёс лично директора Центра Галину Арапову в реестр СМИ — «иностранных агентов». Через неделю после этого Араповой сообщили из Воронежского государственного университета, где она ведёт занятия по правовому регулированию журналистской деятельности и интернета, что продолжать преподавать она там больше не сможет. Арапова сообщила, что обжалует решение Минюста. Поддержку юристу выразили Альянс независимых региональных издателей, а также секретариат Союза журналистов Санкт-Петербурга и Ленинградской области.

## Семья
Замужем, есть сын.

## Интересы
Побывала более чем в восьмидесяти странах мира. На профессиональном уровне владеет английским языком.

## Взгляды
Арапова считает, что читатели в России недостаточно подготовлены в плане медиаграмотности и что им необходимо ставить полученную информацию под сомнение, уметь различать журналистику, пропаганду и рекламу. Журналистам в свою очередь нужно развивать уровень правовых знаний и придерживаться норм профессиональной этики.

## Юридическая практика
Галина Арапова является основателем, директором и ведущим юристом «Центра защиты прав СМИ». Международная ассоциация юристов отмечает её широкую судебную практику в области медиаправа, в частности, в пресс-релизе организации о награждении Араповой премией за защиту прав человека говорится, что как практикующий медиаюрист Арапова «участвовала в более чем 400 судебных делах». В числе прочих судебных дел, известно, что она защищала волгоградскую газету «Новое время», новочеркасскую газету «Частная лавочка», нововоронежскую телекомпанию «Кабельное телевидение», газету The New York Times, сибирское интернет-издание «Сиб.фм», организацию Комитет против пыток, представляла интересы интернет-портала Портал-Credo.ru, журнала The New Times, информагентства Regnum, «Воронежские вести».
Галина Арапова защищала журналиста Владимира Саенко, главного редактора газеты «Наша жизнь». В 1999 году на Саенко было заведено уголовное дело по ч. 2 ст. 130 УК РФ «Оскорбление» после того, как Саенко опубликовал статью про главу Ракитянского района Белгородской области Анатолия Власова. В своей статье журналист рассказывал о недобросовестных поступках Власова и называл его крикуном и сплетником. Власов обратился в суд, и журналиста признали виновным по статье «Оскорбление», осудили на полгода исправительных работ с вычетом 20 % зарплаты. Галина Арапова готовила кассационную жалобу журналиста и представляла его интересы в Белгородском областном суде. В итоге, обвинительный приговор по уголовной статье был отменён и Саенко полностью оправдали, председатель областного суда Иван Заздравных принёс журналисту извинение.
Одним из заметных эпизодов в юридической практике Галины Араповой стала защита 26 крестьян из двух бутурлинских сел Патокино и Елизаветино от Николая Котельникова, депутата и генерального директора ООО «Газполимерсервис». В 2008 году депутат подал иск о защите чести и достоинства против крестьян, когда узнал, что те пишут на него жалобы в прокуратуру и другие инстанции. В своих петициях и заявлениях крестьяне рассказывали, что за газификацию, которую проводила фирма Котельникова, их вынуждают расплачиваться своими земельными паями, при этом, продажа осуществлялась не по кадастровой стоимости в 250—300 тыс. рублей, а по 12,5 тыс. рублей. В итоге в 2009 году суд встал на сторону крестьян, Котельников позднее покинул региональный парламент.

## Преподавательская деятельность
Галина Арапова преподавала на факультете журналистики Воронежского государственного университета на протяжении двенадцати лет, преподаёт в Медиа Институте FOJO в Швеции. Также вела курс медиаправа в Школе современной фотографии «Докдокдок».
Провела множество семинаров и лекций на тему медиаправа. В 2009 году провела тренинг для медиаюристов в Казахстане.
В 2010 году провела тренинг для журналистов Махачкалы по проблемам правового регулирования распространения в СМИ. В том же году Галина Арапова приняла участие на семинаре для операторов персональных данных «Защита персональных данных: требования законодательства и ответственность», выступив с темой «Правовое регулирование защиты персональных данных российским законодательством». Тогда же провела семинар-тренинг «Открытость судопроизводства и защита персональных данных» для председателей районных (городских) судов Тульской области, города Тулы, ответственных за взаимодействие со СМИ в судах региона и судей Тульского областного суда.
В 2011 году провела семинар по юридической безопасности журналистов в Абхазии.
В 2012 году в Балтийском федеральном университете им. И. Канта прочла лекцию по медиаправу. В том же году выступила на семинаре-тренинге «Юридические аспекты свободы слова. Обеспечение безопасности работы журналиста» на первом Дагестанском форуме СМИ.
В 2013 году Арапова провела методический семинар «Диффамация и ответственность журналиста» на факультете журналистики в МГУ им. Ломоносова. В том же году приняла в участие на семинаре в Липецком областном суде, где рассказывала об изменениях в законодательстве в сфере СМИ для судей, студентов и журналистов.
В 2014 году Арапова провела в Воронеже семинар «Признаки экстремизма и сепаратизма в публикациях СМИ: проблемы интерпретации». В том же году провела мастер-класс в Кирове на IX Фестивале СМИ «Вятка на семи холмах», который проходил в Вятском государственном университете.
В 2015 году Арапова прочитала лекцию «Правовые ограничения при распространении информации онлайн: от частной жизни и соцсетей до экстремизма» на V Зимней школе молодых ученых в Московском государственном юридическом университете имени О. Е. Кутафина.
В 2016 году Галина Арапова выступила на семинаре для руководителей СМИ и журналистов, членов Казанской Коллегии по жалобам на прессу в Казанском федеральном университете.
В 2017 году Арапова прочла лекцию «Свобода слова. Практика и правоприменение» в Московской открытой школе прав человека при Сахаровском центре. В том же году провела тренинг «Правовые риски распространения информации онлайн и в СМИ» на форуме ЛГБТ-активисток и активистов, организованным Российской ЛГБТ-сетью. Также в 2017 году в Екатеринбурге в рамках X Уральской международной школы прав человека прочитала лекцию о защите свободы слова в судах России и ЕСПЧ и приняла участие на фестивале «Байкальская пресса» в Иркутске.
В 2017 году Галина Арапова провела мастер-класс на МедиаСаммите-2017, который проходил на острове Русский.
В 2018 году провела тренинг на тему свободы выражения мнения в Монголии. В том же году Арапова провела практическое занятие «Международно-правовые стандарты в области свободы слова» на VI Летней школе по правам человека Консорциума российских вузов в Екатеринбурге. В 2018 году также провела в Воронеже семинар о правовых основах безопасности в интернете «Выйти в сеть и не сесть».
В 2019 году провела семинар по технике юридической безопасности журналистов в Амурском государственном университете. В том же году провела семинар в Ростове-на-Дону на тему «Освещение частной жизни в СМИ» и приняла участие в семинаре «Освещение уголовных процессов, имеющих общественный резонанс» в Беларуси.
В 2020 году Арапова преподавала в школе «Качественная судебная и правовая журналистика в России» Института права и публичной политики и в Летней школе в Мастерской кризисной журналистики.
В 2021 году Галина Арапова выступила на вебинаре «Запреты и ограничения распространения информации в сети Интернет», который проходил на заседании научного дискуссионного клуба кафедры конституционного и муниципального права МГУ им. Ломоносова. В том же году Арапова провела тренинг по правовым рискам распространения информации онлайн для адвокатов из Иркутской области, Республики Бурятия и Забайкальского края.

## Публицистическая деятельность
Публиковалась в журналах Forbes (Россия), «Журналист», в международном бюллетене «Законодательство и практика СМИ», в журналах «Медиа Эксперт», «Media Monitor» (Македония), «СРЕДА», «Правовой путеводитель: mass media».
Является редактором и составителем серии из 8 томов по практике Европейского суда по правам человека по ст.10 Европейской Конвенции по свободе выражения мнения и свободе информации, а также редактором и соавтором серии из 12 книг для руководителей и юристов редакций СМИ по различным аспектам медиаправа и правовым вопросам деятельности редакций, изданной Высшей школой экономики.

## Общественная деятельность
В 2009 году Галина Арапова была выбрана председателем Общественного совета ГУ МВД Воронежской области и занимала этот пост последующие семь лет. С 2007 по 2009 год она занимала должность секретаря совета.
С 2009 года является членом Воронежской Городской общественной палаты.
В 2011 году Арапова вошла в состав конкурсной комиссии по присуждению городских премий по журналистике.
Галина Арапова — соавтор комментария к Закону РФ «О средствах массовой информации».
Галина Арапова является национальным экспертом Совета Европы по России по вопросам приемлемости программы HELP (образование в области прав человека для представителей юридических профессий), членом Европейского Экспертного совета медиаюристов по вопросам защиты прав журналистов в Европейском суде, членом Попечительского Совета Фонда защиты гласности, членом Попечительского Совета Правового медиа-центра, членом кафедры ЮНЕСКО по авторскому праву и прочим отраслям права интеллектуальной собственности Института им. А. Грибоедова, членом Международного наблюдательного комитета Европейского центра защиты прав человека (EHRAC), членом Европейского центра свободы СМИ, экспертом Global Freedom of Expression, членом Международной ассоциации медиаюристов с момента основания организации (IMLA), членом Международной ассоциации медиаэкспертов «Free expression associates», членом совета директоров Международной неправительственной организации Артикль 19.
Входит в экспертный совет крауд-платформы для журналистов «Сила слова».
В 2015 году в Санкт-Петербурге на депутатских слушаниях на тему «О проблемах законодательного регулирования деятельности СМИ» прочитала доклад. В том же году прочитала доклад «Расширение государственного регулирования в сфере СМИ: плюсы и минусы» на конференции «Взаимодополнение государственного регулирования и саморегулирования в сфере массовой информации» в Москве. В том же году избрана в состав Общественной коллегии по жалобам на прессу.
В мае 2018 года Арапова приняла участие на международной конференции «Журналистские этика и стандарты в цифровую эпоху. Взгляд из России и ЕС» в Ельцин-центре.
В 2019 году Арапова вошла в панель правовых экспертов высокого уровня по свободе СМИ.
В июле 2020 года по заказу Бюро Представителя ОБСЕ Арапова проанализировала проект закона Кыргызской Республики «О манипулировании информацией».
В 2020 году Галина Арапова приняла участие в первом Дальневосточном МедиаСаммите во Владивостоке, выступила в судейской коллегии на хакатоне Demhack, приняла участие в V Аметистовских чтениях с рассказом о проблемах, с которыми журналисты сталкиваются во время распространения COVID-19 в России. В том же году избрана в состав Общественной коллегии по жалобам на прессу.
В 2020 году Арапова и президент Фонда защиты гласности Алексей Симонов направили обращение в Совет по правам человека при Президенте Российской Федерации с просьбой взять дело журналиста Ивана Сафронова под особый контроль. В письме правозащитники попросили обратить внимание президента и следственных органов на обеспокоенность делом Сафронова гражданским обществом, а также на мнение журналистского сообщества и указали на необходимость открытого расследования со стороны следствия и беспрепятственный доступ адвокатов и членов общественной наблюдательной комиссии к Сафронову. СПЧ рассмотрел обращение Араповой и Симонова и поручил своим комиссиям взять дело журналиста под контроль.

## Оценки, награды и признание

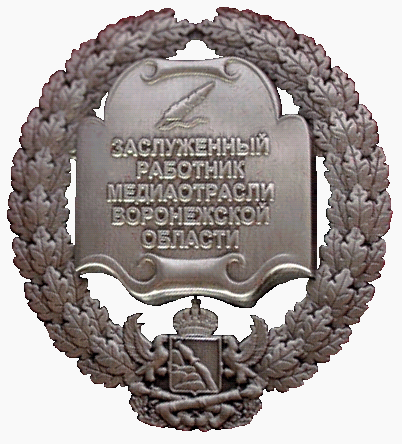
Почётный знак «Заслуженный работник медиаотрасли Воронежской области»

Галина Арапова имеет репутацию одного из самых авторитетных российских юристов в области информационного права, а также ведущего медиаюриста России. Надежда Ажгихина, вице-президент (2013—2019) Европейской федерации журналистов называет её «выдающейся современницей и лучшим медиаюристом в России». Председатель Воронежской областной думы Владимир Ключников характеризует Арапову как «авторитетного специалиста в области медиаправа и уважаемого человека». По словам кинорежиссёра и президента Фонда защиты гласности Алексея Симонова Арапова является «самым толковым российским юристом в сфере медиаправа», а по мнению журналистки Галины Мурсалиевой Арапова стала профессиональной «неотложкой» для журналистов.
В 2010 году Арапова была представлена в числе кандидатов, которых Московская Хельсинкская группа собиралась рекомендовать на должность судьи Европейского суда по правам человека.
В 2011 году губернатор Воронежской области Алексей Гордеев наградил «Центр защиты прав СМИ», возглавляемый Галиной Араповой, почётной грамотой Правительства Воронежской области.
В 2015 году Арапова была выдвинута редакцией журнала «Бюллетень Европейского Суда по правам человека» на премию имени Вацлава Гавела.
За свою деятельность Галина Арапова становилась лауреатом многих наград и премий:
- Победитель конкурса деловой и политической элиты Центрально-Чернозёмного региона в номинации «Лучший общественный деятель» по версии делового издания «Экономика и жизнь — Черноземье» в 2007 году[159][160].
- Лауреат премии Союза журналистов России «За защиту интересов профессионального сообщества» в 2011 году[161].
- Лауреат «Национальной премии „Камертон“ им. Анны Политковской» в 2015 году[162][163][164][165][166].
- Лауреат премии Московской Хельсинкской группы в номинации «За успехи в развитии и управлении правозащитными организациями» в 2016 году[166][167][168][169][170].
- Лауреат премии Международной ассоциации юристов[англ.] «За выдающийся вклад практикующего юриста в защиту прав человека» в 2016 году[171][172][173][174][175].
- Награждена почётным знаком «Заслуженный работник медиаотрасли Воронежской области» указом губернатора Воронежской области Александра Гусева в 2018 году[5][176][177][178].
- Награждена Знаком Левина «За верность журналистике» в 2021 году, награды, учреждённой Альянсом независимых региональных издателей в память о якутском журналисте, многолетнем издателе газеты «Якутск вечерний» Леониде Левине[179][180][181][182].